# Пуеблітос (Нью-Мексико)
Пуеблітос (англ. Pueblitos) — переписна місцевість (CDP) в США, в окрузі Валенсія штату Нью-Мексико. Населення — 540 осіб (2020).

## Географія
Пуеблітос розташований за координатами 34°36′44″ пн. ш. 106°46′53″ зх. д. / 34.61222° пн. ш. 106.78139° зх. д. (34.612161, -106.781353).  За даними Бюро перепису населення США в 2010 році переписна місцевість мала площу 5,54 км², з яких 5,54 км² — суходіл та 0,00 км² — водойми.

## Демографія
Згідно з переписом 2010 року, у переписній місцевості мешкали 794 особи в 313 домогосподарствах у складі 226 родин. Густота населення становила 143 особи/км².  Було 343 помешкання (62/км²).
Расовий склад населення:
| - 83,2 % — білих - 2,6 % — корінних американців - 0,9 % — чорних або афроамериканців - 10,5 % — осіб інших рас |

До двох чи більше рас належало 2,8 %. Частка іспаномовних становила 48,5 % від усіх жителів.
За віковим діапазоном населення розподілялося таким чином: 21,2 % — особи молодші 18 років, 56,4 % — особи у віці 18—64 років, 22,4 % — особи у віці 65 років та старші. Медіана віку мешканця становила 47,1 року. На 100 осіб жіночої статі у переписній місцевості припадало 104,6 чоловіків;  на 100 жінок у віці від 18 років та старших — 102,6 чоловіків також старших 18 років.
Середній дохід на одне домашнє господарство  становив 45 899 доларів США (медіана — 37 750), а середній дохід на одну сім'ю — 55 675 доларів (медіана — 58 000). За межею бідності перебувало 27,3 % осіб, у тому числі 71,4 % дітей у віці до 18 років та 6,5 % осіб у віці 65 років та старших.
Цивільне працевлаштоване населення становило 334 особи. Основні галузі зайнятості: мистецтво, розваги та відпочинок — 38,0 %, освіта, охорона здоров'я та соціальна допомога — 18,0 %, роздрібна торгівля — 14,7 %.